# باسم عبدالحسن
باسم عبدالحسن (انگلیسی: Bassim Abdul-Hassan؛ زادهٔ ۱۷ ژانویهٔ ۱۹۷۴) بازیکن فوتبال اهل عراق بود.
وی همچنین در تیم ملی فوتبال عراق بازی کرده‌است.